# Apion sedi
Apion sedi är en skalbaggsart som beskrevs av Ernst Friedrich Germar 1818. Apion sedi ingår i släktet Apion, och familjen spetsvivlar. Arten är reproducerande i Sverige.